# Charles René Zeiller
Charles René Zeiller, auch nur René Zeiller, (* 14. Januar 1847 in  Nancy; † 27. November 1915 in Paris) war ein französischer Ingenieur und Paläobotaniker. Sein offizielles botanisches Autorenkürzel lautet „Zeiller“.

## Leben
Zeiller studierte ab 1865 an der École polytechnique und 1867 bis 1870 an der Ecole des Mines. Ab 1878 hielt er dort als Chargé de conférences Vorlesungen über Paläobotanik (ab 1887 als Chargé du cours) und war ab 1881 für die paläöbotanische Sammlung zuständig. Hauptsächlich arbeitete er als staatlicher Ingenieur, zunächst 1871 bis 1874 an der Eisenbahnlinie nach Orleans und danach als Bergbauingenieur in Paris. Ab 1882 war er für die Kartografierung der unterirdischen Steinkohlevorkommen in Frankreich zuständig und 1884 wurde er Chefingenieur.
Er war Präsident des Conseil Général des Mines.
1899 und 1904 war er Präsident der französischen botanischen Gesellschaft und 1893 der französischen geologischen Gesellschaft. Ab 1901 war er Mitglied der Académie des sciences und ab 1913 Ehrenmitglied (Honorary Fellow) der Royal Society of Edinburgh.
Die Gattungen fossiler Pflanzen Zeilleria Kidst., Zeillerisporites D.D.Pant & B.P.Srivast. und Zeilleropteris Koidz. sind ihm zu Ehren benannt.
Paul Fliche benannte 1910 nach ihm die triassische Pflanze Annalepis zeilleri, die Julius Schuster 1932 innerhalb der Cycadaceae zu der von Ebenezer Emmons 1856 aufgestellten Gattung Lepacyclotes überführte und von Gregory Retallack 1997 derzeit valide als Lepacyclotes zeilleri (FLICHE 1910) der von Carl Prantl 1874 aufgestellten Ordnung Isoetales zugeordnet wird.

## Schriften
- Notes sur les plantes fossiles de la Ternera (Chili), Bulletin de la Société géologique de France, 1875
- Note sur quelques collections de plantes fossiles du terrain carbonifère supérieur, in Guide du géologue à l’Exposition universelle de 1878, und Congrès international de géologie tenu à Paris en 1878
- Végétaux fossiles du terrain houiller de la France, 1880.
- Notes sur la flore bouillère des Asturies, 1882
- Sur la presence, dans le gres bigarre des Vosges, de l’Acrostichides rhombifolius, Fontaine. In: Bulletin de la Société géologique de France, Ser. III, T. XVI, 1888, S. 693–699
- mit Bernhard Renault: Flore fossile, 1888–1889
- Bassin houiller et permien d’Autun et d’Epinac. 2, Flore fossile, 1890
- Bassin houiller et permien de Brive. 2, Études sur la flore fossile des dépôts houillers et permiens des environs de Brive, 1892
- Étude sur la constitution de l’appareil fructificateur des Sphenophyllum, 1893.
- Sur l’âge des dépôts houillers de Commentry, Bulletin de la Société géologique de France, 1894
- Éléments de paléobotanique, 1900.
- Flore fossile des gîtes de charbon du Tonkin, 1902
- Revue des travaux de paléontologie végétale publiés dans le cours des années 1897-1900, 1903
- Étude sur la flore fossile du bassin houiller et permien de Blanzy et du Creusot, 1906
- La paléobotanique, 1915